# Чон Хёсон
Чон Хёсон (кор. 전효성, кит. 全 烋星; род. 13 октября 1989 года) — южнокорейская певица и актриса.
Впервые Хёсон приобрела известность в 2005 году, когда стала финалисткой популярного в то время реалити-шоу «Обойди Shihnwa», и в результате подписала контракт с Good Entertainment, чтобы дебютировать в женской группе Five Girls. Дебют, однако, так и не состоялся ввиду финансовых проблем. Позднее её заметили представители TS Entertainment и предложили заключить с ними контракт. В 2009 году Хёсон дебютировала в гёрл-группе Secret. Дебют в качестве сольной артистки состоялся в мае 2014 года.
Помимо музыкальной карьеры, Хёсон также зарекомендовала себя как актриса, снявшись в таких проектах, как «Чхо Ён» (2014), «Необщительный босс» (2017) и «Меморист» (2020).

## Биография
Хёсон родилась 13 октября 1989 года в Чхонджу, провинция Чхунчхон-Пукто, Республика Корея. Её имя произошло от слова «метеор» (кор. 유성); в день её рождения отец и бабушка увидели в небе падающую звезду, и решили назвать девочку именно так. Семья Хёсон страдала от финансовых трудностей, и им приходилось зарабатывать дополнительные деньги, разнося газеты. Среди друзей Чон была известна своими певческими и танцевальными навыками, однако, по собственному признанию, до 6 класса она не мечтала о профессиональной карьере. В средней школе Хёсон сама зарабатывала деньги, чтобы поехать в Сеул на прослушивания. Изначально родители были против её желания начать певческую карьеру, но со временем поддержали её решение, увидев, как дочь стремится воплотить мечту в жизнь.
В 2008 году Хёсон поступила в частный Университет Инха на факультет актёрства, но никакой информации об окончании учреждения не было. В ноябре 2013 года, после утечки в сеть личной информации из университета, стало известно, что девушка так и не окончила его. 1 марта 2016 года было объявлено, что Хёсон поступила в Университет Усок.

## Карьера

### 2005—08: Начинания в карьере
В мае 2005 года, после успешного прохождения кастинга на шоу «Обойди Shinhwa», и заняв в финале 6 место, Хёсон заключила контракт с агентством Good Entertainment. Она готовилась к дебюту в новой женской группе Five Girls, в состав которой также вошли Юбин (в будущем — участница Wonder Girls), Юи (в будущем — участница After School), Чживон (в будущем — участница SPICA) и сольная исполнительница G.NA, однако им так и не удалось выпустить альбом из-за финансовых трудностей в агентстве. В дальнейшем Хёсон признаётся, что участие в реалити-шоу заставляло её постоянно нервничать, и она никогда не могла расслабиться, к тому же, приходилось совмещать деятельность вместе с обучением в школе, из-за чего девушка страдала физически и психологически. Также она рассказала, что в 2008 году, после расформирования Five Girls, на протяжении некоторого периода времени ей было непонятно, чем она будет заниматься в дальнейшем, потому что остальные девушки (в частности, Юбин) уже понемногу строили музыкальную карьеру. В тот же период времени у отца Хёсон начались осложнения из-за рака лёгких, и он умер, после чего девушка покинула Good Entertainment и решила снова посещать колледж. Планы поменялись после того, как с ней связались представители TS Entertainment.

### 2009—13: Дебют в Secret и рост популярности

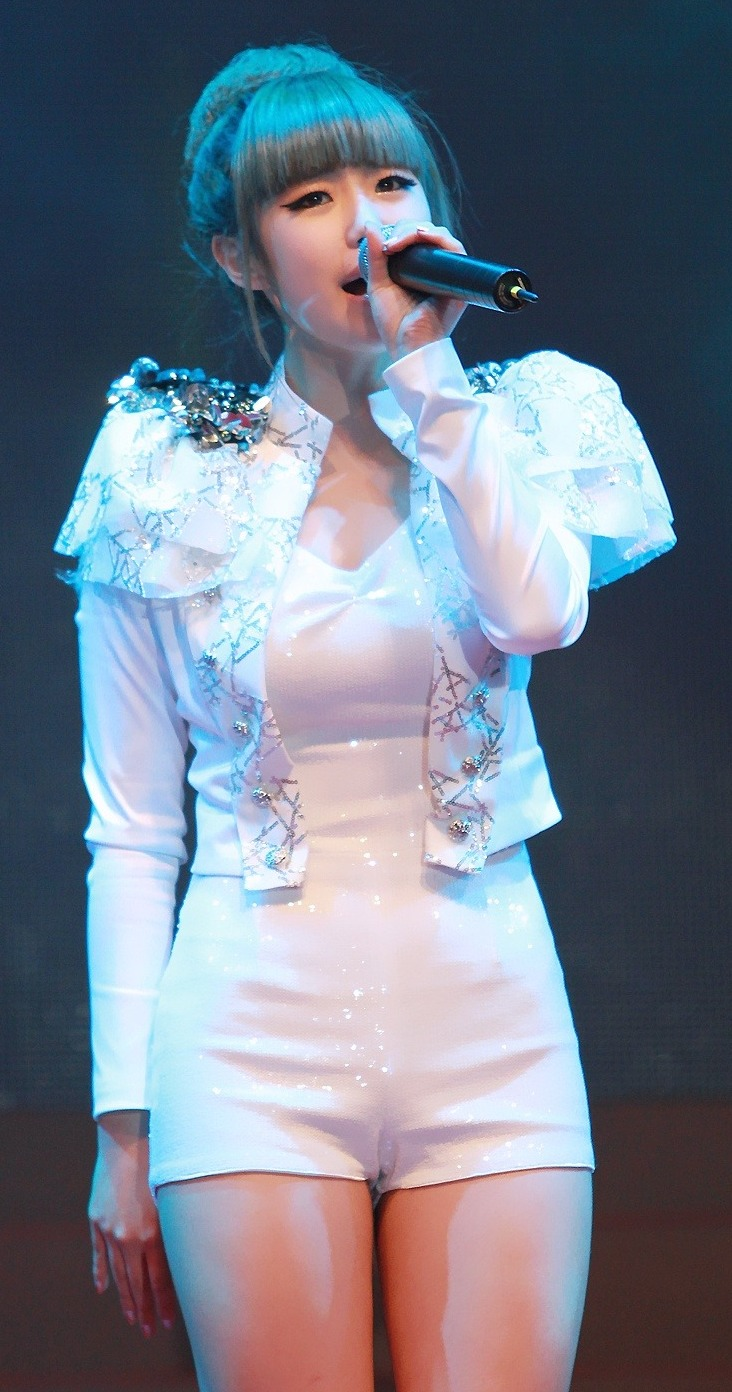
Хёсон на рождественском фестивале Lotte World Free Christmas, 17 декабря 2010 года

Впервые Хёсон была замечена представителями TS в 2008 году после участия в реалити-шоу «Дневники Five Girls»; ей предложили подписать контракт, и она начала жить в общежитии в качестве трейни. Вместе с Ханой, Чжиын и Сонхвой она сформировала гёрл-группу Secret, дебют которой состоялся в октябре 2009 года.
По мере того, как Secret набирали популярность в Корее и в Японии, Хёсон также начала заниматься сольной деятельностью. В марте 2011 года было объявлено, что она станет участницей телешоу «О, моя школа!». 23 ноября Хёсон упала с лестницы, когда покидала общежитие, и в результате полученной травмы временно приостановила продвижение с группой, чтобы восстановиться. В феврале 2012 года на экраны вышла дорама «Гуру Саламандра и теневая операция», где Чон исполнила одну из эпизодических ролей. Во время эпизода Inkigayo, показанного 21 октября, было объявлено, что 20 самых популярных айдолов сформируют 4 проектные группы, и Хёсон станет частью проектной группы Dazzling Red c Хёлин (Sistar), Хёной (4Minute), Николь (Kara) и Наной (After School). Сингл «This Person» был выпущен 27 декабря.
6 августа 2013 года стало известно, что Хёсон дебютирует в качестве актрисы в детективном сериале «Чхо Ён».

### 2014—17: Сольный дебют и актёрская карьера

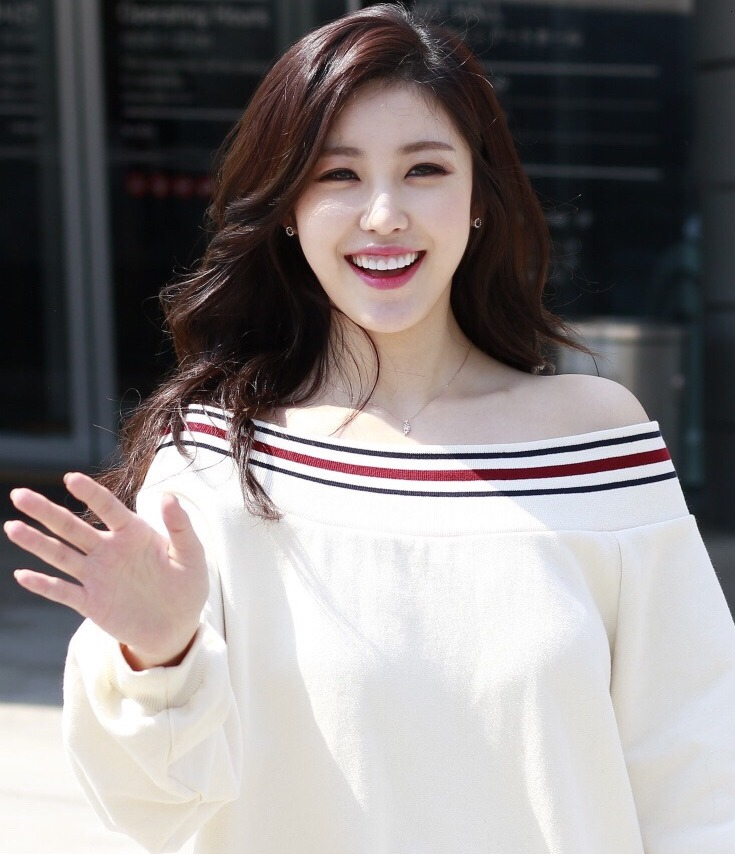
Хёсон на Неделе Моды в Сеуле, 24 марта 2016 года

16 апреля 2014 года TS подтвердили, что Хёсон дебютирует сольно. 12 мая был выпущен дебютный сингл Top Secret. В интервью девушка рассказала, что хотела отойти от привычного звучания и концепции Secret, чтобы показать то, что подходит ей. В том же году Чон исполнила одну из главных ролей в дораме «Мой дорогой кот».
7 мая 2015 года был выпущен первый мини-альбом Fantasia. Он дебютировал на 4 месте в Gaon Album Chart. По итогам месяца составили более 13,5 тысяч копий. Сингл «반해 (Into You)» дебютировал на 32 месте в Gaon Digital Chart. 25 июня стало известно, что дорама «Чхо Ён» продлена на второй сезон, и Хёсон вернулась к съёмочному процессу.
28 марта 2016 года был выпущен второй мини-альбом Colored. Он дебютировал на 7 месте в Gaon Album Chart, по итогам месяца продажи составили чуть больше 4 тысяч копий. Сингл «나를 찾아줘 (Find Me)» дебютировал на 75 месте в Gaon Digital Chart. В мае Хёсон получила роль в дораме «Разыскивается». С 18 октября Чон была одной из ведущих ток-шоу «Видео звезда».
В 2017 году Хёсон исполнила главную женскую роль в дораме «Необщительный босс», которую впоследствии назвала одной из самых сложных в своей карьере из-за подхода к героине: «Это [съёмочный процесс] несколько разочаровывало. Я не из тех, кто всё держит в себе, но Гю Ри [героиня] была моей противоположностью. Я думаю много и могу быть сдержанной, но я экстраверт, когда дело доходит до того, в какой мере я собираюсь выразить желаемое. Режиссёр разрешил сыграть какие-то моменты экспромтом, но было тяжело сдерживаться, чтобы мои черты характера и повадки не вырвались наружу».

### 2018—настоящее время: Судебные разбирательства с TS Entertainment
28 февраля 2018 года в СМИ появилась информация о том, что Хёсон находится на стадии судебных разбирательств с TS по причине невыплаты заработной платы. Представители TS сделали ответное заявление: «Агентство хотело продолжить выполнение своих обязательств и поддержку деятельности Хёсон в индустрии, однако она отказалась, и её желанием было продолжить судебные тяжбы, поэтому мы работаем над ответом на ситуацию». 5 марта адвокат Хёсон заявил, что иск был подан в сентябре 2017 года, чтобы подтвердить недействительность эксклюзивного контракта; также было сообщено, что девушка не получала выплат за свою деятельность с 2015 года, и она не вернётся в группу. 29 октября исполнительница вернулась в индустрию, подписав контракт с агентством Tommy & Partners.
13 ноября 2019 года стало известно, что Хёсон основала собственное агентство — JHS Entertainment. 6 мая 2020 года она стала первой корейской исполнительницей за последние 12 лет, у которой есть собственное радио-шоу «Радио мечты Чон Хёсон». 12 апреля 2021 года стало известно, что Чон также подписала эксклюзивный контракт с IOK Company.

## Дискография
- Fantasia (2015)
- Colored (2016)

## Фильмография
| Год  |   | Русское название                   | Оригинальное название           | Роль       |
| ---- | - | ---------------------------------- | ------------------------------- | ---------- |
| 2012 | с | Гуру Саламандра и теневая операция | Salamander Guru and The Shadows | Су Ён      |
| 2014 | с | Чхо Ён                             | Cheo Yong                       | Хан На Ён  |
| 2014 | с | Мой дорогой кот                    | My Dear Cat                     | Хан Су Ри  |
| 2015 | с | Чхо Ён 2                           | Cheo Yong 2                     | Хан На Ён  |
| 2016 | с | Разыскивается                      | Wanted                          | Пак Бо Ён  |
| 2017 | с | Необщительный босс                 | Introvert Boss                  | Ким Гю Ри  |
| 2019 | с | Весна в моём сердце                | Green in My Heart               | Хан Со Рин |
| 2020 | с | Меморист                           | Memorist                        | Кан Чжи Ын |

## Награды и номинации

### Asia Artist Awards
| Год  | Номинируемая работа | Категория                         | Результат |
| ---- | ------------------- | --------------------------------- | --------- |
| 2017 | Чон Хёсон           | Награда за популярность (Актриса) | Номинация |

### Brand Awards
| Год  | Номинируемая работа | Категория                          | Результат |
| ---- | ------------------- | ---------------------------------- | --------- |
| 2017 | Чон Хёсон           | Самая обсуждаемая звезда 2018 года | Победа    |

### Korea Drama Awards
| Год  | Номинируемая работа | Категория            | Результат |
| ---- | ------------------- | -------------------- | --------- |
| 2014 | Чон Хёсон           | Лучшая новая актриса | Номинация |

### SBS Drama Awards
| Год  | Номинируемая работа | Категория                                     | Результат |
| ---- | ------------------- | --------------------------------------------- | --------- |
| 2016 | «Разыскивается»     | Специальная награда — Актриса в жанре «Драма» | Победа    |

### Seoul Music Awards
| Год  | Номинируемая работа | Категория                 | Результат |
| ---- | ------------------- | ------------------------- | --------- |
| 2015 | Top Secret          | Диск Бонсан               | Номинация |
| 2015 | Чон Хёсон           | Награда за популярность   | Номинация |
| 2015 | Чон Хёсон           | Специальная награда Халлю | Номинация |
| 2016 | Fantasia            | Диск Бонсан               | Номинация |
| 2016 | Чон Хёсон           | Награда за популярность   | Номинация |
| 2017 | Colored             | Диск Бонсан               | Номинация |
| 2017 | Чон Хёсон           | Награда за популярность   | Номинация |

### Mnet Asian Music Awards
| Год  | Номинируемая работа | Категория                              | Результат |
| ---- | ------------------- | -------------------------------------- | --------- |
| 2016 | «Find Me»           | Лучшее танцевальное выступление — Соло | Номинация |
| 2016 | «Find Me»           | Песня Года                             | Номинация |